# (2659) Millis
(2659) Millis est un astéroïde de la ceinture principale.

## Description
(2659) Millis est un astéroïde de la ceinture principale. Il fut découvert le 5 mai 1981 à la station Anderson Mesa par Edward L. G. Bowell. Il présente une orbite caractérisée par un demi-grand axe de 3,13 UA, une excentricité de 0,10 et une inclinaison de 1,3° par rapport à l'écliptique.

## Compléments